# Emir Bekrić
Emir Bekrić (Belgrado, Serbia, 14 de marzo de 1991) es un atleta serbio, especialista en la prueba de 400 m vallas, con la que llegó a ser medallista de bronce mundial en 2013.

## Carrera deportiva
En el Campeonato Europeo de Atletismo de 2012 ganó la medalla de plata en los 400 m vallas, con un tiempo de 49.49 segundos, llegando a meta tras el británico Rhys Williams y por delante del ucraniano Stanislav Melnykov (bronce con 49.69 segundos).
Al año siguiente, en el Mundial de Moscú 2013 gana la medalla de bronce en los 400 metros vallas, tras el trinitense Jehue Gordon y el estadounidense Michael Tinsley.